# ガーディアンズ・オブ・ギャラクシー (サウンドトラック)
『ガーディアンズ・オブ・ギャラクシー』（Guardians of the Galaxy）は、マーベル・スタジオの同名の映画作品のために書かれた映画音楽である。作曲はタイラー・ベイツであり、スコア盤は2014年7月29日にハリウッド・レコードより発売された。また同日、映画の中でピーター・クイルがミックステープに入れていた楽曲を収録したサウンドトラックアルバム『ガーディアンズ・オブ・ギャラクシー: 最強 Mix Vol. 1 (オリジナル・モーションピクチャー・サウンドトラック)』（Guardians of the Galaxy: Awesome Mix Vol. 1 (Original Motion Picture Soundtrack)）も発売された。

## 背景
2013年8月、プロデューサーのジェームズ・ガンは自身のFacebookページでタイラー・ベイツが映画音楽を作曲することを発表した。ガンはベイツが音楽に合わせて撮影できるように最初に一部を作曲すると述べた。2014年2月、ガンは映画の中でクイルのウォークマンのミックステープで「Hooked on a Feeling」のような1970年代と1980年代の楽曲が使われ、それが彼が失った故郷で家族である地球とをつなげる役割を果たすことを明かした。2018年3月には、ガンが自らのSpotifyアカウントで、第1作撮影中に使っていた曲を集めたプレイリスト『最強ミックス VOL.0』を公開した。

## Guardians of the Galaxy (Original Score)

### トラックリスト
| 全作曲: タイラー・ベイツ。 |                                   |      |                        |      |
| #                          | タイトル                          | 作詞 | 作曲・編曲             | 時間 |
| 1.                         | 「Morag」                         |      | タイラー・ベイツ [ 6 ] | 1:58 |
| 2.                         | 「The Final Battle Begins」       |      | タイラー・ベイツ [ 6 ] | 4:21 |
| 3.                         | 「Plasma Ball」                   |      | タイラー・ベイツ [ 6 ] | 1:18 |
| 4.                         | 「Quill's Big Retreat」           |      | タイラー・ベイツ [ 6 ] | 1:38 |
| 5.                         | 「To the Stars」                  |      | タイラー・ベイツ [ 6 ] | 2:52 |
| 6.                         | 「Ronan's Theme」                 |      | タイラー・ベイツ [ 6 ] | 2:24 |
| 7.                         | 「Everyone's an Idiot」           |      | タイラー・ベイツ [ 6 ] | 1:26 |
| 8.                         | 「What a Bunch of A-Holes」       |      | タイラー・ベイツ [ 6 ] | 2:14 |
| 9.                         | 「Busted」                        |      | タイラー・ベイツ [ 6 ] | 1:34 |
| 10.                        | 「The New Meat」                  |      | タイラー・ベイツ [ 6 ] | 0:36 |
| 11.                        | 「The Destroyer」                 |      | タイラー・ベイツ [ 6 ] | 1:27 |
| 12.                        | 「Sanctuary」                     |      | タイラー・ベイツ [ 6 ] | 2:26 |
| 13.                        | 「The Kyln Escape」               |      | タイラー・ベイツ [ 6 ] | 7:23 |
| 14.                        | 「Don't Mess With My Walkman」    |      | タイラー・ベイツ [ 6 ] | 0:44 |
| 15.                        | 「The Great Companion」           |      | タイラー・ベイツ [ 6 ] | 0:51 |
| 16.                        | 「The Road to Knowhere」          |      | タイラー・ベイツ [ 6 ] | 0:37 |
| 17.                        | 「The Collector」                 |      | タイラー・ベイツ [ 6 ] | 3:20 |
| 18.                        | 「Ronan's Arrival」               |      | タイラー・ベイツ [ 6 ] | 0:56 |
| 19.                        | 「The Pod Chase」                 |      | タイラー・ベイツ [ 6 ] | 3:56 |
| 20.                        | 「Sacrifice」                     |      | タイラー・ベイツ [ 6 ] | 3:20 |
| 21.                        | 「We All Got Dead People」        |      | タイラー・ベイツ [ 6 ] | 1:46 |
| 22.                        | 「The Ballad of the Nova Corps.」 |      | タイラー・ベイツ [ 6 ] | 1:48 |
| 23.                        | 「Groot Spores」                  |      | タイラー・ベイツ [ 6 ] | 1:11 |
| 24.                        | 「Guardians United」              |      | タイラー・ベイツ [ 6 ] | 2:46 |
| 25.                        | 「The Big Blast」                 |      | タイラー・ベイツ [ 6 ] | 3:05 |
| 26.                        | 「Groot Cocoon」                  |      | タイラー・ベイツ [ 6 ] | 2:29 |
| 27.                        | 「Black Tears」                   |      | タイラー・ベイツ [ 6 ] | 2:43 |
| 28.                        | 「Citizens Unite」                |      | タイラー・ベイツ [ 6 ] | 1:15 |
| 29.                        | 「A Nova Upgrade」                |      | タイラー・ベイツ [ 6 ] | 2:10 |

## 『ガーディアンズ・オブ・ギャラクシー: 最強 Mix Vol. 1 (オリジナル・モーションピクチャー・サウンドトラック)』

### トラックリスト
予告編で流れた「スピリット・イン・ザ・スカイ」を含む以下全ての楽曲が映画で使用された。
| #         | タイトル                                                                      | 作詞      | 作曲・編曲 | アーティスト                      | 時間 |
| --------- | ----------------------------------------------------------------------------- | --------- | ---------- | --------------------------------- | ---- |
| 1.        | 「ウガ・チャカ（Hooked on a Feeling）」                                       |           |            | ブルー・スウェード                | 2:52 |
| 2.        | 「ゴー・オール・ザ・ウェイ（Go All the Way）」                                |           |            | ラズベリーズ                      | 3:21 |
| 3.        | 「スピリット・イン・ザ・スカイ（Spirit in the Sky）」                         |           |            | ノーマン・グリーンバウム          | 4:02 |
| 4.        | 「月世界の白昼夢（Moonage Daydream）」                                        |           |            | デヴィッド・ボウイ                | 4:41 |
| 5.        | 「愛に狂って（Fooled Around and Fell in Love）」                              |           |            | エルヴィン・ビショップ            | 4:35 |
| 6.        | 「アイム・ノット・イン・ラヴ（I'm Not in Love）」                             |           |            | 10cc                              | 6:03 |
| 7.        | 「帰ってほしいの（I Want You Back）」                                         |           |            | ジャクソン5                       | 2:58 |
| 8.        | 「カム・アンド・ゲット・ユア・ラヴ（Come and Get Your Love）」                |           |            | レッドボーン                      | 3:26 |
| 9.        | 「チェリー・ボム（Cherry Bomb）」                                             |           |            | ザ・ランナウェイズ                | 2:17 |
| 10.       | 「エスケープ（Escape (The Piña Colada Song)）」                               |           |            | ルパート・ホルムズ                | 4:37 |
| 11.       | 「ウー・チャイルド（O-o-h Child）」                                           |           |            | ファイヴ・ステアステップス        | 3:13 |
| 12.       | 「エイント・ノー・マウンテン・ハイ・イナフ（Ain't No Mountain High Enough）」 |           |            | マーヴィン・ゲイ & タミー・テレル | 2:29 |
| 合計時間: | 合計時間:                                                                     | 合計時間: | 44:35      |                                   |      |

### チャート
2014年8月、『ガーディアンズ・オブ・ギャラクシー: 最強 Mix Vol. 1』はBillboard 200チャートで1位を獲得した。書き下ろし曲が1つも収録されていない、既存の曲のみで構成されたアルバムが同チャートで1位となるのは史上初のことである。また、ディズニー・ミュージック・グループより発売したサウンドトラックアルバムが1位を獲得するのは同年では『アナと雪の女王』以来2枚目である。アメリカ合衆国では、デジタル・ダウンロードが100万配信を超えた史上2枚目のアルバムになるなど大ヒットした。
| チャート (2014)                 | 最高 順位 |
| ------------------------------- | --------- |
| オーストラリア (ARIA)           | 2         |
| ベルギー (Ultratop Flanders)    | 18        |
| ベルギー (Ultratop Wallonia)    | 23        |
| Canadian Albums Chart           | 1         |
| デンマーク (Hitlisten)          | 5         |
| オランダ (MegaCharts)           | 27        |
| フランス (SNEP)                 | 63        |
| ハンガリー (MAHASZ)             | 11        |
| ニュージーランド (RMNZ)         | 7         |
| スペイン (PROMUSICAE)           | 28        |
| スイス (Schweizer Hitparade)    | 67        |
| UK Compilation Albums Chart     | 2         |
| US Billboard 200                | 1         |
| US Billboard Top Soundtracks    | 1         |
| US Billboard Top Rock Albums    | 1         |
| US Billboard Top Digital Albums | 1         |